# Melanostomias margaritifer
Melanostomias margaritifer är en fiskart som beskrevs av Regan och Trewavas, 1930. Melanostomias margaritifer ingår i släktet Melanostomias och familjen Stomiidae. Inga underarter finns listade i Catalogue of Life.